# TE T5
Der T5 ist ein zweiachsiger normalspuriger Elektrotriebwagen der Trossinger Eisenbahn (TE) für deren Strecke von Trossingen Bahnhof nach Trossingen Stadt.
Der Triebwagen wurde 1956 beschafft und war für den Güter- und Personenverkehr bestimmt. Das Fahrzeug ist als Museumsfahrzeug beim Freundeskreis der Trossinger Eisenbahn e. V. vorhanden und wird für Sonderfahrten benutzt.

## Geschichte
Das Fahrzeug sollte die Triebwagen T1 und T2 im planmäßigen Betrieb ablösen. Es bot genauso viele Sitzplätze sowie einen besseren Reisekomfort. Zeitgleich mit der Indienststellung des Wagens wurde die Lackierung der Fahrzeuge in die der Stadtfarben blau/gelb umgeändert. Als noch ein zweiter Neubautriebwagen einige Jahre später beschafft wurde, konnte ein Triebwagen der ersten Bauart ausgemustert und der zweite für den Arbeitsdienst verwendet werden. Der T5 konnte bei Bergfahrt 30 und bei Talfahrt 80 Tonnen befördern.
Nach 30 Jahren Dauereinsatz wurde der Triebwagen bei der Waggonfabrik Rastatt generalüberholt, wobei bequemere Sitze eingebaut und eine bessere Beleuchtung installiert wurde. Danach war er bis 2003 planmäßig im Einsatz und wurde anschließend Museumsfahrzeug. Er ist das jüngste Museumsfahrzeug der Trossinger Eisenbahn.

## Konstruktion
Die Maschinenfabrik Esslingen (ME) stellte den mechanischen und die Siemens-Schuckertwerke (SSW) den elektrischen Teil her. Wie alle Fahrzeuge der TE war er als Gepäcktriebwagen konzipiert. Die Kapazität beträgt 30 Sitzplätze, im Gepäckraum sind weitere Klappsitze vorhanden. Ursprünglich waren es Kunststoffsitze, bei der Überholung wurden diese mit Stoff überzogen. Besonders benutzerfreundlich sind die breiten Türen, die als Außenschiebetüren hergestellt wurden.